# عنبوره
عنبوره (به عربی: عنبورة) یک روستا در سوریه است که در ناحیه مرکزی مصیاف واقع شده‌است. عنبوره ۹۹۸ نفر جمعیت دارد.